# Abeona (mitologia)
Abeona – rzymska bogini chroniąca dzieci, które opuszczają dom rodzinny. 
Wraz z pokrewną jej Adeoną, chroniącą dzieci powracające do domu rodzinnego (przedrostek ab jako łac. przyimek oznaczający od, z, przeciwstawny względem ad oznaczającego do, ku), należała do dużej grupy domowych bóstw narodzin (di nixi) i dzieciństwa. Te z kolei zaliczano do kategorii bóstw rodzimych – di indigetes (w odróżnieniu od przyjętych z wierzeń innych ludów di novensides), patronujących wszystkim czynnościom człowieka od jego poczęcia i urodzin aż do śmierci.  